# Boicot deportivo de Sudáfrica en la época del apartheid

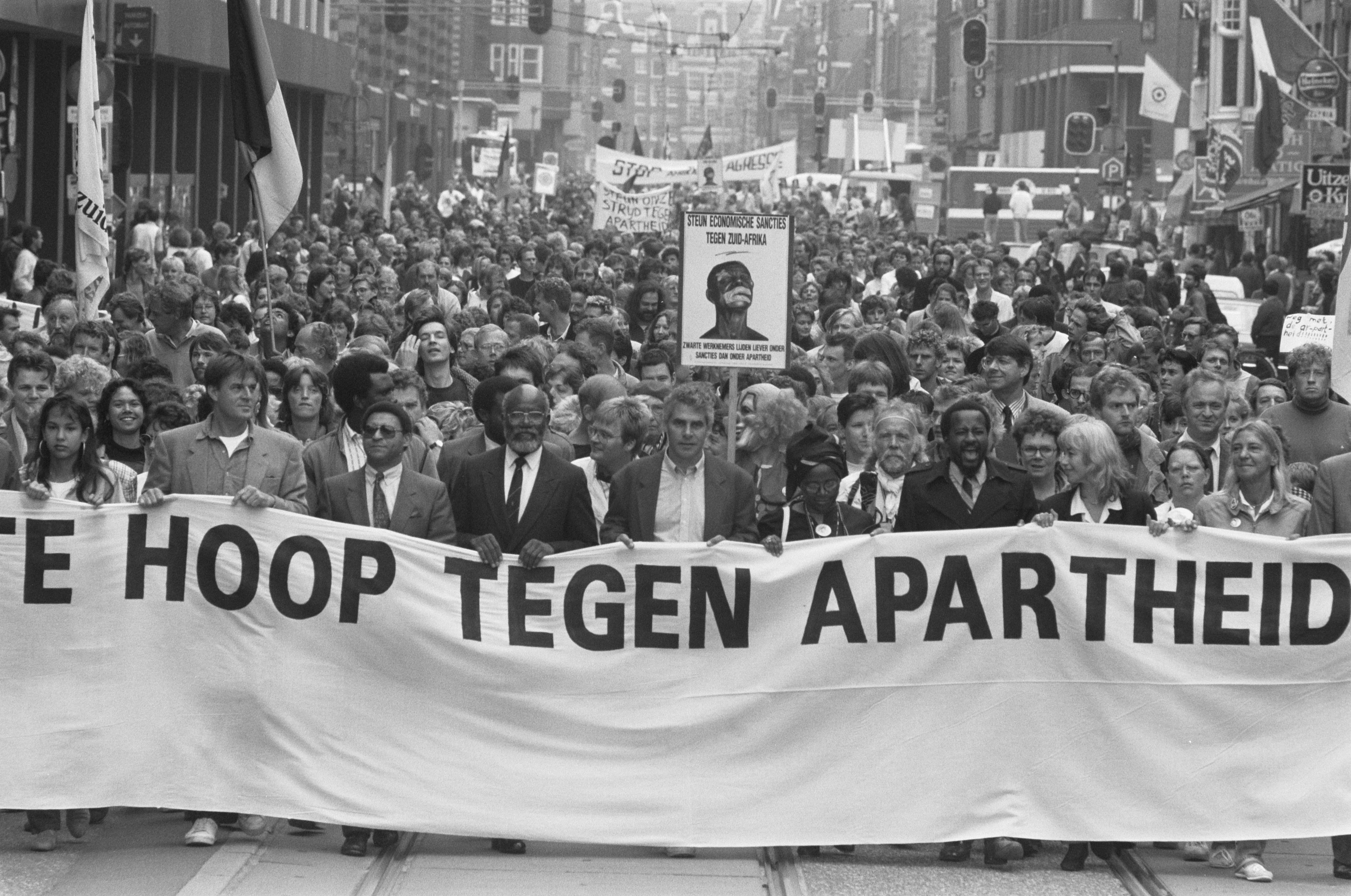
Protesta antiapartheid de 1988 en Amsterdam.

Se conoce como boicot deportivo de Sudáfrica en la época del apartheid a aquellas acciones destinadas a restringir los contactos deportivos con Sudáfrica durante la época del apartheid, como parte de un esfuerzo internacional contra éste. Hubo cierto debate sobre si el objetivo del boicot era acabar con la segregación en el deporte o terminar con el apartheid.
En 1980, la Organización de las Naciones Unidas comenzó a compilar un «Registro de contactos deportivos con Sudáfrica». Esta era una lista de deportistas y oficiales que habían participado en eventos dentro de Sudáfrica. Fue compilado principalmente a partir de informes en periódicos sudafricanos. Estar en la lista no resultó en ningún castigo, pero fue considerado como una presión moral para los deportistas. Algunas asociaciones deportivas sancionarían a los deportistas con base en el registro. Los deportistas podrían eliminar sus nombres del registro al comprometerse por escrito a no regresar a la Sudáfrica del apartheid para competir. Se considera que el registro fue un instrumento efectivo. La Asamblea General de la ONU adoptó la Convención Internacional contra el Apartheid en los Deportes el 10 de diciembre de 1985.

## Efectos en competencias multideportivas internacionales

### Juegos Olímpicos
El Comité Olímpico Internacional retiró su invitación a Sudáfrica a los Juegos Olímpicos de 1964 en Tokio cuando el ministro del Interior Jan de Klerk insistió en que el equipo no sería racialmente integrado. Para los Juegos Olímpicos de 1968 en Ciudad de México, el COI estaba preparado para readmitir a Sudáfrica después de asegurarse de que su equipo sería multirracial. Pero un boicot amenazado por las naciones africanas (junto con otras naciones, principalmente del tercer mundo) se anticipó a esto. Los Juegos Sudafricanos de 1969 y 1973 tenían como objetivo permitir la competencia olímpica para los sudafricanos contra deportistas extranjeros. Sudáfrica fue formalmente expulsada del COI en 1970.
En 1976, con motivo de los Juegos Olímpicos en Montreal, las naciones africanas exigieron que Nueva Zelanda fuera suspendida por el COI por continuar los contactos deportivos con Sudáfrica, incluida una gira del equipo nacional de rugby. Cuando el COI se negó, las naciones africanas se retiraron de los juegos. Esto contribuyó al Acuerdo de Gleneagles que fue adoptado por la Commonwealth en 1977.
El COI adoptó una declaración contra el "apartheid en el deporte" el 21 de junio de 1988, para el aislamiento total del deporte bajo el apartheid.

### Juegos de la Mancomunidad
Los Juegos del Imperio Británico de 1934, otorgados originalmente en 1930 a Johannesburgo, fueron trasladados a Londres después de que el gobierno de Sudáfrica (previo a la institucionalización del apartheid) se negara a permitir la participación de deportistas no blancos. Sudáfrica continuó participando en todas las ediciones hasta que dejó la Mancomunidad en 1961. La negativa del gobierno de Thatcher a hacer cumplir el Acuerdo de Gleneagles en el Reino Unido llevó a Nigeria a iniciar un boicot de los Juegos de la Mancomunidad de 1986 en Edimburgo, del cual se retiraron 32 de los 59 países elegibles para participar.

## Efectos por deporte
El alcance del boicot varió entre los diferentes deportes, en el grado de contacto permitido y la severidad del castigo de los «rebeldes» que desafiaron las sanciones.

### Atletismo
En el atletismo, una moción para suspender a Sudáfrica de la IAAF fue derrotada en 1966, pero aprobada en 1970. El tiempo de Zola Budd para los 5000 metros femeninos en enero de 1984 no fue ratificado como un récord mundial porque estaba fuera de los auspicios de la IAAF.

### Ajedrez
En la Olimpiada de Ajedrez de 1970, varios jugadores y equipos protestaron contra la inclusión de Sudáfrica, algunos se retiraron, y el equipo albanés perdió por no comparecencia su partido contra el equipo sudafricano. Sudáfrica fue expulsada de la FIDE mientras participaba en la Olimpiada de Ajedrez de 1974, y finalmente regresó a la competencia internacional en la Olimpiada de Ajedrez de 1992.

### Críquet
El críquet se había organizado en líneas raciales en Sudáfrica desde sus primeros días con el jugador de cricket Krom Hendricks excluido de los equipos provinciales y nacionales de la década de 1890. Sin embargo, el boicot al cricket fue provocado por la oposición de las autoridades sudafricanas a la selección de Basil D'Oliveira, un sudafricano de color, para el equipo nacional de críquet de Inglaterra en 1968, conocido como el caso D'Oliveira. La gira sudafricana de 1970 en Inglaterra fue cancelada y reemplazada por una gira "Resto del Mundo" con varios jugadores sudafricanos. El Consejo Internacional de Críquet (ICC) impuso una moratoria sobre las giras en 1970. Hubo varias giras privadas en la década de 1970 y giras "rebeldes" en la década de 1980. Los participantes en estas últimas fueron vetados por sus federaciones nacionales al regresar.

### Golf
En la Copa Mundial de Golf, el gobierno griego prohibió a Sudáfrica la participación en la competencia de 1979 en Atenas. Sudáfrica compitió en la edición de 1980 en Bogotá. La perspectiva de su aparición en la edición de 1981, que se celebraría en Waterville en Irlanda, provocó su cancelación. Sudáfrica no reapareció hasta la era posterior al apartheid en 1992.
Los golfistas sudafricanos continuaron jugando en todo el mundo, incluidos los eventos PGA Tour, European Tour y Grand Slam. Los golfistas externos compitieron libremente en los eventos del South African Tour. El Million Dollar Challenge en el complejo Sun City regularmente atrajo a algunos de los golfistas más importantes del mundo.

### Deportes de motor
El Gran Premio de Sudáfrica de Fórmula 1 y el Gran Premio de Sudáfrica de Motociclismo se celebraron en 1985 por última vez hasta el final del apartheid. Varios equipos boicotearon la carrera de Fórmula 1 de 1985, con algunos equipos de este deporte participando en el boicot como parte de la presión de sus propios gobiernos, como parte de la creciente presión contra el apartheid.

### Rugby
Sudáfrica siguió siendo miembro de la Junta Internacional de Rugby (IRB) a lo largo de la era del apartheid. Halt All Racist Tours se estableció en Nueva Zelanda en 1969 para oponerse a giras continuas desde y hacia Sudáfrica. La última gira extranjera de la Sudáfrica del apartheid fue a Nueva Zelanda en 1981. Esta gira fue muy controvertida debido a la diferencia de opiniones, la cual instigó grandes protestas. Aunque los contactos se restringieron después del Acuerdo de Gleneagles en 1977, hubo giras controvertidas en 1980 por los Leones británicos y por Francia, en 1981 por Irlanda y en 1984 por Inglaterra. En 1986, aunque se canceló una gira de los Leones, los sudafricanos jugaron en partidos de estrellas en Cardiff y en Londres, marcando el centenario del IRB. Sudáfrica fue excluida de las dos primeras Copas Mundiales de Rugby, en 1987 y 1991.

### Fútbol
Sudáfrica fue suspendida de la FIFA en 1963. Stanley Rous, el presidente de la FIFA, fue a negociar su reincorporación. La asociación sudafricana de fútbol propuso ingresar a un equipo blanco en la Copa Mundial de 1966 y un equipo negro en la Copa Mundial de 1970. Esta propuesta fue rechazada.

### Tenis
El equipo de Copa Davis de Sudáfrica fue expulsado de la Copa Davis de 1970, en parte gracias a una campaña de Arthur Ashe. Fue reinstalado en 1973 y ganó la Copa Davis de 1974 después de que el equipo de India se negara a viajar a Sudáfrica para la final. Posteriormente, Sudáfrica fue excluida de la competencia por equipos, pero los jugadores sudafricanos compitieron en los pro tours. Johan Kriek y Kevin Curren llegaron a la final de torneos de Grand Slam, aunque luego se convirtieron en ciudadanos estadounidenses naturalizados.
William Hester, presidente de la Asociación de Tenis de los Estados Unidos (USTA), decidió permitir que un torneo entre Estados Unidos y Sudáfrica tuviera lugar en Newport Beach, California en abril de 1977, a pesar de la reacción de las naciones africanas y los manifestantes debido al régimen del apartheid. Cuando los manifestantes corrieron en la cancha durante el partido, Tony Trabert, el mánager del equipo estadounidense, "Golpeó a dos manifestantes con una raqueta", según reportó el periódico The Washington Post. Hester también permitió que otro torneo de la Copa Davis se llevara a cabo en el Memorial Gymnasium de la Universidad de Vanderbilt en Nashville, Tennessee en marzo de 1978, a pesar de las protestas de los líderes de los derechos civiles. Hester explicó: "No apoyamos ni estamos de acuerdo con la política de apartheid del gobierno sudafricano... Pero hemos ingresado al sorteo y, desafortunadamente, tenemos que jugar contra Sudáfrica y en los Estados Unidos".

## Fin del boicot
Con el fin del apartheid, los deportes terminaron rápidamente sus boicots y Sudáfrica fue readmitida en las federaciones deportivas internacionales. La Comunidad Europea anunció el fin del boicot de sus gobiernos miembros a Sudáfrica en junio de 1991. India, que se opuso vehementemente a la política de apartheid de Sudáfrica y estuvo a la vanguardia de aislar al país a nivel internacional, terminó su boicot en 1991 invitando al equipo de cricket sudafricano al país para una serie de partidos de un día (ODI, por sus siglas en inglés) y posteriormente permitió que el equipo hindú de cricket viajara a Sudáfrica para una serie de test matches y ODI a fines de 1992. Sudáfrica organizó y ganó la Copa Mundial de Rugby de 1995, lo cual fue un poderoso estímulo para la Sudáfrica post-apartheid y su regreso a la escena deportiva internacional.
En 1998, Sudàfrica logrò clasificar por primera vez en su historia a la Copa Mundial de la FIFA, quedando en el grupo "C" con el local Francia, Dinamarca y Arabia Saudita. Obtuvo dos puntos producto de empates a un gol con Dinamarca y a dos tantos con Arabia Saudita. Perdió 2-0 con Francia y quedò eliminado en tercer lugar del grupo. Aunque ha estado presente en casi todas las ediciones sucesivas (no logró clasificar en 2006), no ha pasado de la primera fase.